# Шандан (Дагестан)
Шанда́н/Шинда́н — средневековое государственное образование на территории Дагестана. Впервые Шандан упоминается в походах Марвана ибн Мухаммада. В арабских источниках упоминается, как одна из хазарских земель (по другой версии «прилегающая к стране хазар»). Расул Магомедов пишет что «Шандан сосед Хазарии». «Согласно Минорскому, после исчезновения Шандана, его территория в Тимуридских источниках стала упоминаться как «Ашкуджан». Минорский локализирует Ашкуджан с Акушой, которая получила такое название после исчезновения Шандана по имени основной группы населения данной территории.

## Территория
В вопросе локализации Шандана у исследователей нет единого мнения. По мнению исследователей, наиболее вероятным можно считать, что в X-XI веках уже занимал сравнительно значительную территорию, в состав которой входили в том числе земли проживания даргинцев, известные впоследствии под названием Каба-Дарго (некоторые территории современного Дахадаевского, Сергокалинского и Каякентского районов Дагестана) и Акуша-Дарго (современные Акушинский, частично Левашинский и Дахадаевский районы Дагестана), а также междуречья рек Гамри-озень и Артозень в их верхнем и среднем течении. Шандан, как полагает В.Ф.Минорский, соответствует Акуше. Шандан отождествляется с Акушой.
Дагестанские историки относят Шандан к средневековому даргинскому владению, которое располагалось на территории акушинского союза сельских обществ.
Расул Магомедов пишет:
По маршрутам Мервана, Шандан сосед Хамрина, там пересекаются пути из Зирихгерана в Хамрин, из Хамрина в Табарсеран и Лакз; в Шандан входят села Дибгаши, Чишили, Ираки. Часть исследователей также предполагает, что этому соответствуют земли вдоль Акушинского притока р. Казикумухское Койсу. Другие считают, что ближе к этим условиям бассейн р. Башлычай: налицо его соседство с Хамрином, выход верховья к пределам Зирихгерана, а устья - Приморской (Хазарской) равнине. Не исключено, однако, что в какой-то мере справедливы обе точки зрения: в какие-то периоды обе эти территории могли объединяться или вновь распадаться.
По данным В.Ф. Минорского, топоним Шандан локализуется в разных местах. Первый топоним слова Шандан по данным Минорского, локализуется на месте Акуши. По прошествии XI-XII века упоминание названия Шандан исчезает, и три столетия спустя в тимуридских источниках территория данной локации стала ими упоминаться, как «Ашкуджан»(или Ашкуджа). Данное название Минорский отожествляет географически с Акушой, округ которой получил такое название после исчезновения селения (или колонии) Шандан по имени основной группы  населения. Другой топоним слова Шандан упоминается в названии разрушенного Талышского замка, находившегося на между Астарой и Ардебилем. Данный замок являлся местом резиденции правителя, который имел титул «испахбеда Гиляна».
Согласно Б.Г. Алиеву, Шандан локализуемый в основном на территории современных даргинских районов который так и не был покорен арабами а жители его не приняли Ислам. Арабские источники говорят что среди племен неверных в пограничной области Дербента злейшим врагом мусульман был народ Шандана. Это были даргинцы объединившиеся позже с распадом Шандана в союзы общин.
В VIII-X веках, на территории Дагестана было известено о ряде государств, среди которых упоминаются Зирихгеран, Хамзин или Хайзан, Карах и Шандан. Каждое из них объединяло определенные группы даргинцев. Восточные даргинцы вместе с верхнедаргинцами вошли в состав Шандана, о чем говорил В. Ф. Минорский. Он писал что анализ имеющихся сведений показывает, что Шандан занимал именно ту территорию, где ныне живут даргинцы. Согласно сведениям арабских авторов, на равнине и в предгорье к северу и северо-западу от Дербента находились такие владения как Джидан и Ал-Карах. В источниках также говорится о владениях Туман и Серир, занимавших территории с лакским и аварским населением. Хайдак и Зирихгеран находились на территории нынешних Кайтагского и части Дахадаевского районов. Не упомянутой остается только территория Среднего Дагестана, где именно живут даргинцы, входившие раньше в состав Акуша-Дарго, Сюрги и Каба-Дарго. Не может быть сомнения, в том что Шандан был расположен именно в Среднем Дагестане, на той территории, где впоследствии образовались союзы сельских обществ восточных и верхних даргинцев.

### Отождествление с другими государствами
Известный российский кавказовед Людмила Борисовна Гмыря отождествляет Шандан с упоминаемым в более позднее время царством Джидан. В пользу этой версии говорит тот факт, что Шандан являлся одним из главных противников мусульманского Дербента. В хронике Дербент-Наме сохранились многочисленные сведения о «исламских набегах» на Шандан со стороны Дербента и Хайдака. Шандан активно поддерживался хазарами в его борьбе против мусульман. В 937 году Хайдак и Дербент организовали внезапный набег, разгромив Шандан, который не упоминается в Дербент-Наме после этих событий. Ал-Масуди на 943 год называет главным противником мусульманского Дербента Джидан, автор дербентской хроники — Шандан.
А. К. Аликберов допускает отождествление обитателей Шандана с гунно-савирами, хазарами и иудеями, сопротивлявшихся исламизации. Арабский историк Якут ал-Хамави писал, что «Шанзан» — территория, «прилегающая к стране хазар» (по другой версии «одна из земель хазар»). Тем не менее, говоря о хазарах в сочинениях арабских писателей-современников дагестанский исследователь Р. Магомедов предполагает, что слово «хазары» использовалось ими не как обозначение конкретной народности, а как широкое собирательное название военно-политического антиарабского союза, куда включались и местные коренные народности.

## Этимология
Слово шандан на даргинском языке значит сталь.
По мнению Минорского, название могло произойти от племенного обозначения "Шанд (/Шинд)" в сочетании с иранским суффиксом "ан" (автор сравнивает его с названием Табасар-ан, об иранском происхождении которого также писал Услар).

## История
Впервые Шандан упоминается во время исламизации Дагестана Марваном ибн Мухаммадом. Шандан воевал с арабами и до последнего не принимал ислам. В арабских источниках назывался «злейшим врагом мусульман». Согласно Баладзури, подчинившийся арабам Шандан в 738-739 году, должен был внести победителям один единственный раз 100 юношей и девиц, а затем поставлять ежегодно по 5 (или 10) тысяч мер зерна в житницу Дербента.
В арабских источниках Шандан упоминается одной из хазарских земель.
Стоит отметить что правитель Шандана не исповедал Иудаизм, это показывает его значительную самостоятельность от Хазарской политической системы.
По мнению А.И. Османов существовавшие в IX-X веках названия Филан и Шандан относились к одной территории. При этом в VIII веке они существовали отдельно и самостоятельно друг от друга. При описании событий IX-XII веков один и тот же автор ни разу не употребил оба названия.
Как отмечает древний историк Мухаммед Рафи, в первой половине IX века часть территории Шандана, также оказалась в составе Серира. 
Война Дербента с Шанданом началась 886−887 годах.
В 886 году Дербентский Эмир Мухаммад ибн Хашим напал на Шандан и покорил Дибгаши и Чишили.
Попытка разбить Шандан была предпринята в 909/912 году правителем Ширвана Али ибн Хайсамом совместно с эмиром Дербента (Мухаммад ибн Хашим). С большим числом газиев они напали на Шандан и потерпели поражение. В результате Али ибн Хайсам и эмир Дербента попали в плен вместе со своим войском. Пленных поделили между Сариром, Шанданом и хазарами. Вскоре часть мусульман и сами правители были освобождены сарирцами, остальные пленные были проданы.
В 916 году Хазары вновь помогли Шандану отразить нападение Дербента.
В 915-916 годах Шандан также выступал как союзник Дербента, Эмир Дербента Абу ал-Малик свергнутый своим племенником Абу-Наджмом находил убежище именно в Шандане.
В 938 году эмир Дербента Ахмад ибн Абд ал-Малик послал своего помощника Абу-л-Фавариса с конным отрядом из дербентцев и хайдакцев. Они напали на Шандан ночью и овладели Дибгаши. Две экспедиции из ал-Баба в течение 938 года достигли своей цели.

Наиболее ранние сведения о «царстве Хайдаг» относятся к 938 году в хронике «История Ширвана и ал-Баба», где упоминается совместный поход конных отрядов кайтагцев и дербентцев на владение Шандана:  
«....он (Абд ал-Малик) послал своего помощника... с конным отрядом из дербентцев и хайдакцев в селение Аран. Они внезапно напали на врага ночью, убили много знатных людей Шандана». 
В 1037 году шанданцы предприняли попытку атаковать Дербент, но потерпели поражение, многие были убиты или взяты в плен, среди мусульман Дербента тоже потери. В 1040 году мусульманами был совершен исламский поход против Шандана.
В.Ф. Минорский писал :
Следует припомнить, что Шандан описывается как значительный центр, причинявший немало забот мусульманам. По методу исключения можно считать, что единственным районом, не занятым другими лучше известными народами, остается долина Акуша, лежащая на восточном притоке кумухского рукава Кой-Су. На запад от Акуша живут кумухи, а на востоке она граничит с территорией Ур-Караха и Кайтака. Чишли и Дибгаша лежат за пределами Акуша, но, будучи открыты для нападений, они легко могли переходить из рук в руки. По языку народ Акуша отличается и от кумухов и от аварцев, но говорит на диалекте той же даргинской группы, что и население Кайтака. Во всяком случае изолированное положение акушинцев позволяло им держать себя более независимо.
Во время правления халифа Ал-Муктади(1040-1075 года), согласно хроникам Якута аль-Хамави, Шандан перешёл из христианства в ислам. Как указывает Якут, Шандан — «одна из областей хазар» (По другой версии «прилегающая к стране хазар»), является ближайшим северным соседом Дербента, как и Хайдак.
После 11 века Шандан потерял свою самостоятельность и был захвачен Хайдаком или Сариром.
Борьба за исламизацию шанданцев длилась более 100 лет, вплоть до его распада.
В дальнейшем на территории Шандана существовали несколько вольных обществ — Каба-Дарго, Сюрга и Акуша-Дарго.